# Galveston County
Galveston County je okres ve státě Texas v USA. K roku 2010 zde žilo 291 309 obyvatel. Správním městem okresu je Galveston. Celková rozloha okresu činí 2 261 km².